# فرودگاه نورث اوماها
فرودگاه نورث اوماها (به انگلیسی: North Omaha Airport) یک فرودگاه همگانی بهره‌برداری هوایی است که یک باند فرود بتن دارد و طول باند آن ۷۵۶ متر است. این فرودگاه در شهر اوماها کشور ایالات متحده آمریکا قرار دارد و در ارتفاع ۴۰۳ متری از سطح دریا واقع شده‌است.